# 西漢普斯特德站 (倫敦地鐵)
西漢普斯特德站（英語：West Hampstead tube station）是倫敦地鐵的一個車站，位於倫敦西部的卡姆登區。西漢普斯特德是朱比利線的車站，位於倫敦第2收費區。車站開通於1879年6月30日。